# 리비 (로스트)
엘리자베스 "리비" 스미스(영어: Elizabeth "Libby" Smith)는 미국의 드라마 《로스트》의 등장인물로 남태평양의 한 섬에 추락한 후 살아남은 40여명 중 한명으로 출연한다.신시아 와트로스가 연기하였다. 리비는 시즌 2의 "Everybody Hates Hugo에서 버나드와 함께 소개되었고, "?" 에피소드에서 자신의 아들을 찾기 위해 디 아더스의 사주를 받은 마이클의 총에 맞아 죽으면서 "생존 인물"로서의 역할이 끝났다.
음주운전 때문에 배우로서 위기가 있었지만, 그녀의 연기 특히 이 캐릭터의 죽음 후 좋은 평판을 받았다. 드라마 상에서는 이름만 등장하고 성은 밝혀지지 않았었는데 코믹콘 2009에서 풀네임 "Elizabeth Smith"로 밝혀졌다.
"Dave"의 플래시백에서 리비가 잠깐 등장했었지만 시즌 3이 끝날 때까지 주연 중 과거에 대해 다루지 않은 유일한 등장인물이다. 시즌 3에 다시 등장하기로 되어 있었으나 결국 등장하지 않았다. 그 후 시즌 4 "Meet Kevin Johnson" 에피소드에 잠깐 등장했었다.